# American Patrol

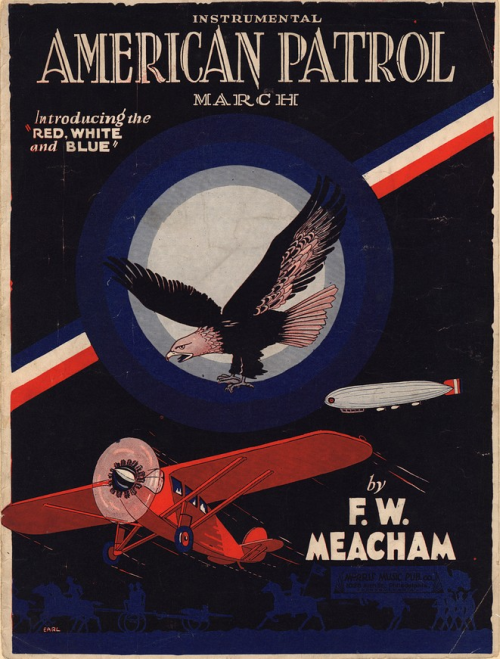
Portada de partitura publicada a fines de la década de 1920.

American Patrol (en español: Patrulla americana) es una marcha popular compuesta por Frank White Meacham en 1885. Incluye una mezcla de temas originales y melodías de canciones patrióticas estadounidenses de la época, como "Columbia, la Gema del Océano," "Dixie," y "Yankee Doodle." Compuesta para piano, luego se hizo un arreglo para banda de viento publicado por Carl Fischer en 1891. El copyright estuvo asignado a la viuda de Meacham , Cora, en 1912 y renovado en 1919. El 1885 y 1914 las versiones para piano excluyeron el tema de «Dixie».
La orquesta de Glenn Miller grabó en 1942 una versión swing de la marcha con arreglo de Jerry Gray, en un sencillo de 78 RPM de Victor Talking Machine Company.
Morton Gould luego compuso su propio inusual y a menudo disonante versión para 3 bandas. 
El formato patrol , también utilizado en la marcha turca de Beethoven, era popular en la segunda mitad del siglo XIX, utilizado en otros títulos como "Turkish Patrol," "Ethiopian Patrol," "Owl's Patrol," "Welsh Patrol" y "Arab Patrol." Se pretendía emular una banda militar que se acerca, pasa, y se apaga a la distancia. Típicamente incluye una introducción tocada piano o pianísimo, imitando llamadas de clarín o tambores p o pp, en imitación de llamadas de clarín o tambores,incrementando progresivamente el volumen hasta un recapitulación del primer tema, que luego decae y termina otra vez piano o pianísimo. La versión de piano original de la composición sigue este esquema.